# Paróquia São Jorge (Porto Alegre)
A Paróquia São Jorge é um templo da Igreja Católica localizado no bairro Partenon, em Porto Alegre, Brasil. É uma das igrejas católicas mais frequentadas da capital. A igreja passou por uma restauração no ano de 2018.